# 解经邦
解經邦（？年—1633年），字叔憲，號嵩磐，又號方壺，陝西西安府韓城縣人。明朝政治人物。

## 生平
解經邦於萬曆十九年（1595年）中辛卯科陕西鄉試第五十名舉人，二十三年（1595年）中乙未科會試第二百四十一名，廷試三甲第一百三十六名進士，吏部觀政，本年十二月初任山东峄县知縣，二十七年调繁山西大同县，三十年擢户部主事，督海新二仓，三十三年丁憂，三十七年補禮部主事，四十年晋礼部仪制司郎中，四十一年擢山西易州兵备參政。万历四十五年（1617年）九月由山西按察使升为本省右布政、阳和兵备道，泰昌元年（1620年）十月升为都察院右佥都御史巡抚宣府。天启二年（1622年）二月，遼東戰事吃緊，明熹宗任命宣府巡抚解经邦为兵部右侍郎兼都察院右佥都御史、经略辽东，但解经邦三次上疏，以母病力辞重任，結果被熹宗以推避边务繁急，“著革职为民，永不叙用。”著有《仪曹奏稿》、《抚宣奏议》、《中和堂集》。
解胤樾在崇禎癸酉（1633年）為其服喪，即他在當時已逝世。

## 家族
曾祖解锋。祖解來聘。父解自克，寿官。母史氏。重庆下。
解經邦之兄解經雅、解經傳万历二十九年（1601年）亦中進士，其弟解经达、解经铉又中举和选为贡生，時稱「一母三进士，一举一贡生」。解經邦之子解胤樾、解胤標亦中進士。